# Emikar Calderas
Emikar Calderas (Barquisimeto, Venezuela, 3 de enero de 1990) es una árbitra internacional  de fútbol venezolana.
Fue la primera árbitra sudamericana en dirigir en la Eurocopa Femenina en la edición 2022 en marco del Memorandum de entendimiento UEFA-CONMEBOL. 
Además, fue parte del panel arbitral de la Copa Mundial Femenina Sub-20 de 2022 en Costa Rica, donde dirigió la final.

## Participaciones
Ha arbitrado en los siguientes torneos:
- Copa Libertadores de América Femenina
- Copa América Femenina 2018
- Eurocopa Femenina 2022
- Copa Mundial Femenina de Fútbol Sub-20 de 2022
- Copa Mundial Femenina de Fútbol de 2023
- Copa Sudamericana 2025